# Faust (Gounod)
Faust è un dramma lirico in cinque atti di Charles Gounod su di un libretto in lingua francese di Jules Barbier e Michel Carré, tratto dal lavoro teatrale Faust e Marguerite di Michel Carré, a sua volta tratto dal Faust di Johann Wolfgang von Goethe.
La prima rappresentazione ebbe luogo con successo al Théâtre Lyrique di Parigi il 19 marzo del 1859.

## Storia
L'opera fu rifiutata dal Teatro dell'Opera di Parigi in quanto non fu ritenuta abbastanza fastosa e il suo debutto al Théatre-Lyrique fu ritardato di un anno perché un altro Faust, di Dannery, era rappresentato al Teatro di Porte St. Martin.
L'impresario Leon Carvalho, che impose la moglie Marie Caroline per il ruolo di protagonista, spodestando il soprano Felix-Miolan, scelta dall'autore, insistette per alcuni cambiamenti che portarono al taglio di diverse scene. La prima, diretta da Adolphe Deloffre, non fu molto ben accolta dal pubblico e dalla critica.
Dovette essere inserito un balletto prima che l'opera venisse rappresentata alla Salle Le Peletier dell'Opéra national de Paris il 3 marzo 1869 con successo con Christina Nilsson: essa divenne presto l'opera più rappresentata nel teatro parigino ed entrò nel repertorio internazionale.
| Doctor Faust | tenore       | Joseph-Théodore-Désiré Barbot  |
| Méphistophélès | basso        | Emile Balanqué                 |
| Marguerite | soprano      | Marie Caroline Miolan-Carvalho |
| Valentin, un soldato, fratello di Marguerite | baritono     | Osmond Raynal                  |
| Siébel, amico di Valentine | mezzosoprano | Amélie Faivre                  |
| Wagner, allievo di Faust | baritono     | (Jean Baptiste) Emile Cibot    |
| Marthe Schwerlein, domestica di Marguerite | soprano      | M.lle Duclos                   |
| Ragazze, lavoratori, studenti, soldati, contadini, matrone, demone invisibile, coro della chiesa, streghe, regine e cortigiani dell'antichità, voci celestiali |              |                                |

## Trama

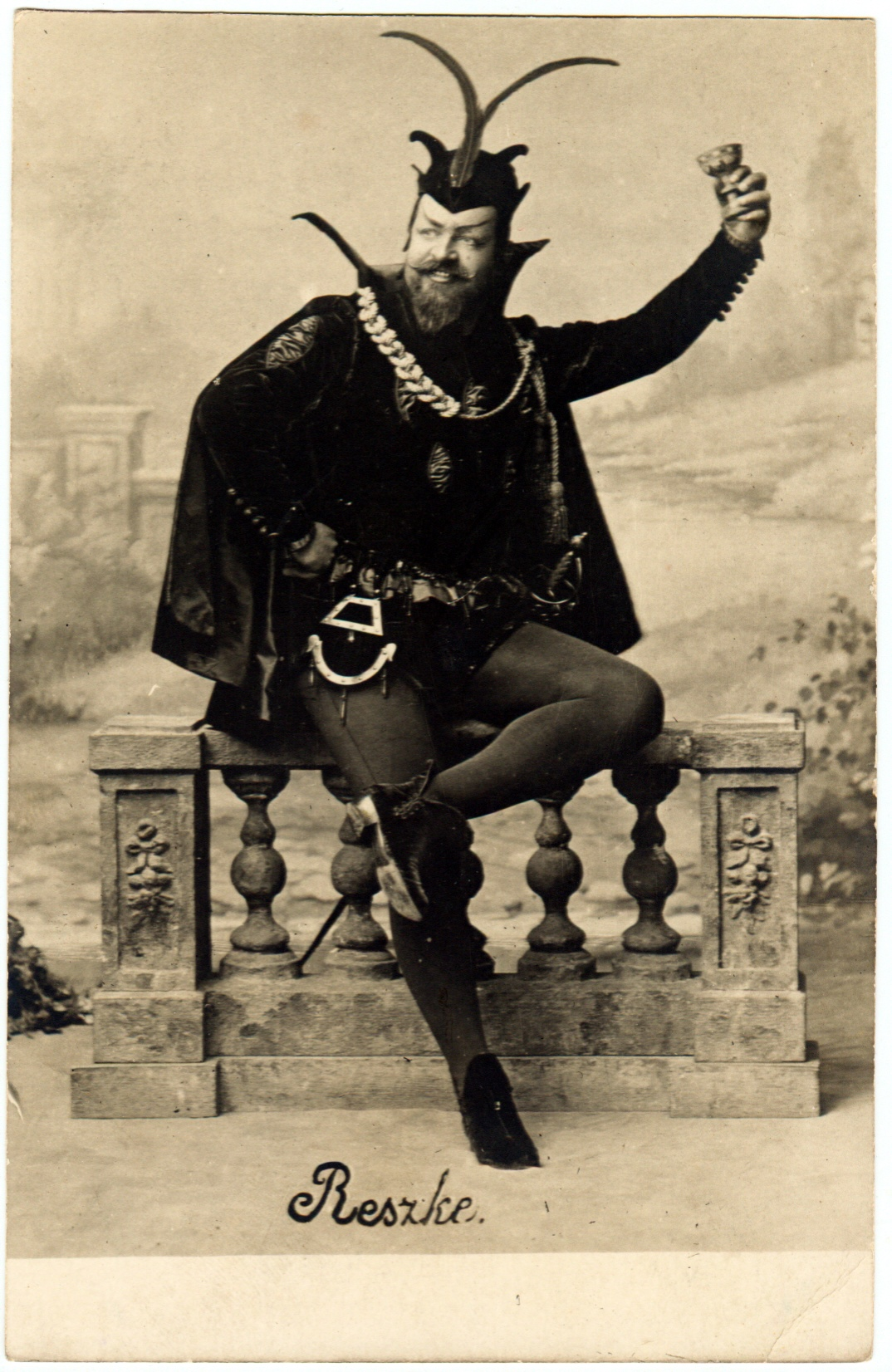
Édouard de Reszke nella parte di Mefistofele in una recita del Faust di Gounod (1887)

L'opera, in cinque atti, è ambientata nella Germania del XVI secolo.

### Atto primo
Il vecchio dottor Faust, stanco della vita e delle delusioni ricevute dalla ricerca e dalla conoscenza, tenta il suicidio con il veleno: il canto di un coro religioso lo interrompe, ed egli invoca l'intervento del demonio. Méphistophélès appare (duetto: Me voici): il diavolo si impegna a soddisfare i desideri di Faust se egli gli donerà l'anima. Faust acconsente, dopo aver visto l'immagine mostratagli da Mefistofele di una bella ragazza intenta a filare: Marguerite.

### Atto secondo
Alle porte della città, Valentin parte per la guerra ed affida sua sorella Margherita all'amico Siebel. Méphistophélès appare e canta una canzone sul Vitello d'oro (Le veau d'or).
Méphistophélès fa delle allusioni pesanti su Marguerite e Valentin tenta di affrontarlo a duello con la spada, la quale va in frantumi. Valentin e il coro usano la croce dell'elsa della loro spada contro quello che hanno capito essere una potenza infernale. 

Méphistophélès si unisce a Faust ed agli abitanti del villaggio nel ballo di un valzer (Ainsi que la brise légère). Marguerite con vergogna rifiuta l'abbraccio di Faust.

### Atto terzo

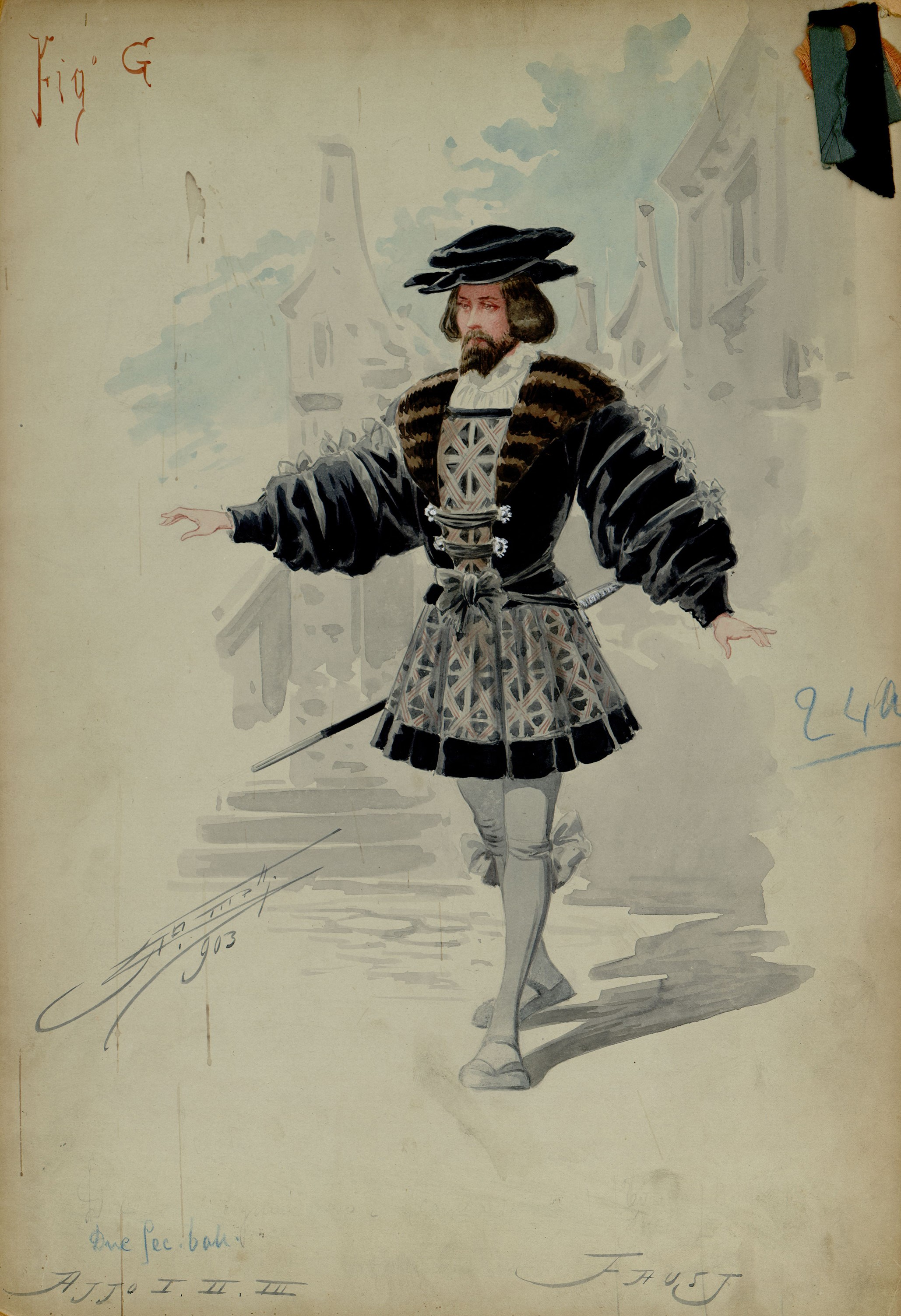
Faust (tenore), figurino per Faust atto 1, 2, 3 (1903). Archivio Storico Ricordi

Nel giardino di fronte alla casa di Marguerite, Siebel, innamorato della ragazza, le porta un mazzo di fiori (Faites-lui mes aveux). Prima che la ragazza ritorni, arrivano anche Faust e Méphistophélès che lasciano un omaggio per Marguerite: quest'ultima arriva, pensando al fugace incontro con Faust prima, e si imbatte nei due regali, il mazzo di fiori e un pacchetto molto grande, che scopre, aprendolo, essere pieno di gioielli. Ritornano Méphistophélès e Faust: mentre il diavolo si intrattiene con la vicina di casa Marthe, Faust e Marguerite, lasciati soli, si abbandonano l'uno all'altra, nonostante i primi tentennamenti della ragazza (Laisse-moi, laisse-moi, contempler ton visage).

### Atto quarto
Dopo cinque mesi, Marguerite è in avanzato stato di gravidanza, e viene abbandonata prima da Faust, poi dalla gente del villaggio che inizia a mormorare su di lui; solo Siébel le sta accanto. In chiesa, Marguerite prova a pregare ma è fermata da Méphistophélès e da un coro di demoni che le impediscono di pregare e le annunciano la dannazione infernale. 

I soldati ritornano dalla guerra, e Valentin chiede all'amico Siebel della sorella: il ragazzo non ha il coraggio di raccontargli la verità, e Valentin apprende da solo la condizione di Marguerite e la vergogna della sua famiglia. La goccia che fa traboccare il vaso è il sentire Méphistophélès che, fuori casa, canta una serenata allusiva e volgare sotto la finestra di Marguerite (Vous qui faites l'endormie). Valentin esce, furibondo, volendo sfidare a duello chi ha oltraggiato la sua famiglia, ma finisce ucciso da Faust, che fugge con Méphistophélès. Marguerite accorre quando è troppo tardi, e viene maledetta dal fratello moribondo.

### Atto quinto
Sulle montagne dello Harz, Méphistophélès mostra a Faust il sabba infernale. Il dottore tuttavia ha una visione di Marguerite e chiede di lei. La ragazza è stata incarcerata per aver ucciso il bambino avuto da Faust.

Faust e il demonio entrano nella prigione di Marguerite: la ragazza tuttavia, pur essendo ancora innamorata, rifiuta di seguire Faust e invoca il perdono divino. La grazia, inattesa, arriva: Marguerite viene redenta, mentre Méphistophélès sprofonda ancora all'inferno.

## Struttura musicale

### Atto I
- N. 1 - Introduzione
- N. 2 - Scena e Coro Rien! - Ah! Paresseuse fille
- N. 3 - Recitativo Mais, ce Dieu que peut-il pour moi? (Faust)
- N. 4 - Duetto Me voici! D'où vient ta surprise? (Mefistofele, Faust)

### Atto II
- N. 5 - Coro Vin ou bière (Coro, Wagner)
- N. 6 - Scena e Invocazione Avant de quitter ces lieux (Valentino)
- N. 7 - Ronda del vitello d'oro Le veau d'or est toujours debout (Mefistofele, Wagner, Siebel, Valentino, Coro)
- N. 8 - Recitativo e Corale delle spade Mon fer, ô surprise! (Valentino, Wagner, Siebel, Coro)
- N. 9 - Valzer e Coro Ainsi que la brise légère (Coro, Mefistofele, Faust, Siebel, Margherita)

### Atto III
- N. 10 - Intermezzo e Couplets Faites-lui mes aveux (Siebel)
- N. 11 - Scena e Recitativo C'est ici? (Faust, Mefistofele, Siebel)
- N. 12 - Scena e Cavatina Quel trouble inconnu me pénètre! (Faust)
- N. 13 - Scena Alerte! la voilà! (Mefistofele, Faust)
- N. 14 - Recitativo Je voudrais bien savoir quel était ce jeune homme (Margherita)
- N. 14a - Canzone Il était un roi de Thulé (Margherita)
- N. 14b - Aria dei gioielli Ah! je ris de me voir (Margherita)
- N. 15 - Scena Seigneur Dieu, que vois-je! (Marta, Margherita, Mefistofele, Faust)
- N. 16 - Quartetto Prenez mon bras un moment! (Faust, Margherita, Mefistofele, Marta)
- N. 17 - Scena Il était temps! sous le feuillage sombre (Mefistofele)
- N. 18 - Duetto Il se fait tard! ...adieu! (Margherita, Faust)

### Atto IV
- N. 19 - Margherita all'arcolaio Elles ne sont plus là! (Margherita, Coro)
- N. 20 - Scena e Romanza Si le bonheur à sourire t'invite (Siebel)
- N. 21 - Scena della chiesa Souviens-toi du passé, quand sous l'aile des anges (Mefistofele, Margherita, Coro)
- N. 22 - Coro di soldati Déposons les armes! (Coro, Valentino, Siebel)
- N. 23 - Recitativo Allons, Siebel! (Valentino, Siebel, Mefistofele, Faust)
- N. 24 - Serenata Vous qui faites l'endormie (Mefistofele)
- N. 25 - Scena e Terzetto del duello Redouble, ô Dieu puissant (Valentino, Faust, Mefistofele)
- N. 26 - Morte di Valentino Par ici, par ici, mes amis! (Marta, Coro, Valentino, Margherita, Siebel)

### Atto V
- N. 27 - La notte di Walpurga Dans les bruyères (Coro)
- N. 28 - Scena e Coro Jusqu'aux premiers feux du matin (Mefistofele, Coro)
- N. 29 - Canto bacchico Doux nectar dans ton ivresse (Faust, Coro, Mefistofele)
- N. 30 - Scena del carcere Oui, c'est toi! Je t'aime! (Faust, Margherita)
- N. 31 - Terzetto Alerte, alerte, ou vous êtes perdus! (Mefistofele, Margherita, Faust)
- N. 32 - Apoteosi Sauvée! (Coro)

## Incisioni discografiche (selez.)
| Anno | Cast (Faust, Marguerite, Méphistophèlés, Valentin, Siebel)                               | Direttore         |
| ---- | ---------------------------------------------------------------------------------------- | ----------------- |
| 1951 | Eugene Conley, Eleanor Steber, Cesare Siepi, Frank Guarrera, Margaret Roggero            | Fausto Cleva      |
| 1953 | Nicolai Gedda, Victoria de los Ángeles, Boris Christoff, Jean Borthayre, Martha Angelici | André Cluytens    |
| 1958 | Nicolai Gedda, Victoria de los Ángeles, Boris Christoff, Ernest Blanc, Liliane Berton    | André Cluytens    |
| 1963 | Léopold Simoneau, Pierrette Alarie, Heinz Rehfuss, Paul Bicos, Liliane Berton            | Gianfranco Rivoli |
| 1966 | Franco Corelli, Joan Sutherland, Nicolai Ghiaurov, Robert Massard, Margreta Elkins       | Richard Bonynge   |
| 1976 | Giacomo Aragall, Montserrat Caballé, Paul Plishka, Philippe Huttenlocher, Anita Terzian  | Alain Lombard     |
| 1978 | Plácido Domingo, Mirella Freni, Nicolai Ghiaurov, Thomas Allen, Michèle Command          | Georges Prêtre    |
| 1986 | Francisco Araiza, Kiri Te Kanawa, Evgeny Nesterenko, Andreas Schmidt, Pamela Coburn      | Colin Davis       |
| 1989 | Alberto Cupido, Rosalind Plowright, Simon Estes, Juan Pons, Ann Murray                   | Seiji Ozawa       |
| 1991 | Richard Leech, Cheryl Studer, José van Dam, Thomas Hampson, Martine Mahé                 | Michel Plasson    |
| 1993 | Jerry Hadley, Cecilia Gasdia, Samuel Ramey, Alexander Agache, Susanne Mentzer            | Carlo Rizzi       |

## DVD parziale
- Faust - Christian Heider/Francisco Araiza/Ruggero Raimondi/Gabriela Beňačková (regia di Ken Russell), 1985 Deutsche Grammophon